# Sainte-Néomaye
Sainte-Néomaye é uma comuna francesa na região administrativa da Nova Aquitânia, no departamento de Deux-Sèvres. Estende-se por uma área de 10,69 km². Em 2010 a comuna tinha 1 355 habitantes (densidade: 126,8 hab./km²).